# Juan Vaseo
Jean Vaisseau, mais conhecido como Juan Vaseo (Tournai, Bélgica, 1584 — Redução de Nuestra Señora de Loreto, 1623) foi um padre jesuíta, compositor e instrumentista, ativo na redução de Nuestra Señora de Loreto, em Misiones, Argentina. Foi um dos músicos mais importantes da América colonial dentro do âmbito das missões jesuíticas.[carece de fontes?]